# Тимощук Борис Онисимович
Бори́с Они́симович Тимощу́к (рос. Борис Анисимович Тимощук, 7 квітня 1919, с. Лука — 26 лютого 2003, Чернівці) — український археолог, краєзнавець, доктор історичних наук. Дослідник давньої історії східних слов'ян, історії Буковини. Засновник наукової школи з археології в Чернівецькому університеті; співорганізатор Українського університету в Москві (1992), почесний голова Українського історичного клубу в Москві (1995—1997). Чоловік російської археологині Ірини Русанової.

## Життєпис

Меморіальна дошка пам'яті Б. О. Тимощуку в Чернівцях

Народився в селянській родині, в селі Лука Ліщинської волості Житомирського повіту Волинської губернії, нині Житомирського району Житомирської області України.
Навчався сім років на робітфаці (середня освіта).
У 1933—1937 роках навчався на історичному факультеті Житомирського педагогічного інституту. Після цього Наркомат освіти УРСР направив Бориса Онисимовича на вчительську роботу до сільської школи.
У 1939 році заочно закінчив історичний факультет Одеського педагогічного інституту.
У 1939—1941 роках служив в Червоній армії СРСР. Учасник радянсько-фінської та німецько-радянської воєн. Учасник оборони м. Києва. 1943 року потрапив до німецького полону. Перебував у концтаборах «Майданек» і «Флосенбург». Звільнився з концтабору під час повстання 1945 року.
Від 1946 року — завідувач археологічного відділу Бердичівського краєзнавчого музею й учасник археологічної експедиції Гончарова В.
У 1947—1968 роках — науковий співробітник, завідувач відділу, заступник директора Чернівецького краєзнавчого музею.
1967 року захистив кандидатську дисертацію «Північна Буковина IX—XIV століттях за археологічними даними» (науковий керівник — доктор історичних наук Василь Довженок).
У 1968—1979 рр. — старший викладач, доцент, професор кафедри історії СРСР та УРСР Чернівецького університету.
У 1970—1978 роках працював старшим науковим співробітником відділу історії Північної Буковини та конкретних соціальних досліджень Інституту історії АН УРСР у Чернівцях. За період праці на Буковині відкрив близько 2000 археологічних пам'яток від доби палеоліту до пізнього середньовіччя.
У 1978—1983 рр. — науковий співробітник у новоствореному Інституті соціальних і економічних проблем зарубіжних країн АН УРСР.
1983 року в Інституті археології АН СРСР захистив докторську дисертацію на тему «Общинний устрій східних слов'ян VI—Х століть (за археологічними даними північної Буковини)». Від 1983 року — провідний науковий співробітник сектора слов'яно-руської археології Інституту археології АН СРСР.
У 1984—1997 рр. — провідний науковий співробітник Інституту археології АН СРСР (від 1992 р. — Інституту археології Російської академії наук).
У Москві під час горбачовської перебудови став одним з організаторів українського культурного товариства «Славутич» й Українського історичного клубу.
Від другого інсульту помер у Чернівцях і похований там же (на кладовищі по вул. Руській, поряд із першою дружиною — Марією Василівною).

## Пам'ять
- На будинку на вулиці Миколи Ватутіна, де він мешкав, встановлено меморіальну дошку.
- Одна з вулиць м. Чернівці названа його іменем[1].

## Праці
Автор понад 170 наукових та 20 науково-популярних праць.
- (рос.)И. П. Русанова, Б. А. Тимощук, «Древнерусское Поднестровье». Историко-краеведческие очерки. — Ужгород: Карпати, 1981.
- (рос.)И. П. Русанова, Б. А. Тимощук, «Роль огня, хлеба и хлебных печей».
- (рос.)И. П. Русанова, «Священные колодцы».
- (рос.)И. П. Русанова, Б. А. Тимощук, «Славянские святилища на Среднем Днестре и в бассейне Прута» // Сов. археология, 1983, № 4.
- (рос.)И. П. Русанова, Б. А. Тимощук, «Кодын — славянские поселения V—VIII вв. на р. Прут». — М., 1984.
- (рос.)И. П. Русанова, Б. А. Тимощук, «Збручское святилище». // Советская археология, 1986, № 4.
- (рос.)«Восточнославянская община VI–Х вв. н. э.» — М., 1990.
- (рос.)«Восточные славяне: от общины к городам». — М., 1995.
- (рос.)И. П. Русанова, «Истоки славянского язычества. Культовые сооружения Центральной и Восточной Европы в I тыс. до н. э. — I тыс. н. э.» — Черновцы: Прут, 2002.
- (рос.)И. П. Русанова, Б. А. Тимощук, «Языческие святилища древних славян». 1-е изд. 1993; 2-е изд., испр. М.: Ладога-100, 2007. 304 с.
- Дорогами предків. — Ужгород, 1966.
- Північна Буковина: Земля слов'янська. — Ужгород, 1969.
- Північна Буковина, її минуле і сучасне. — Ужгород. — 1969 (у співавторстві).
- Історія міст і сіл Української РСР: В 26 т. Чернівецька область. — К., 1969 (у співавторстві).
- Археологічні пам'ятки Чернівецької області. — Чернівці, 1970.
- Радянська Буковина. Довідник-путівник. — Ужгород, 1970.
- Хотин. Путівник. — Ужгород, 1972.
- Зустріч з легендою. — Ужгород, 1974.
- Слов'янські гради Північної Буковини. — Ужгород, 1975.
- Слов'яни Північної Буковини в V—IX ст. — К., 1976.
- Давньоруська Буковина (X — перша пол. XIV ст.). — К., 1982.
- Східні слов'яни VII–Х ст.: полюддя, язичництво, початки держави. — Чернівці, 1999.